# Arapaima agassizii
Arapaima agassizii es una especie de pez osteoglosiforme de la familia Arapaimidae. Pertenece a un género considerado entre los de mayor tamaño entre la ictiofauna de agua dulce de todo el mundo. Habita en la cuenca del Amazonas.

## Taxonomía
Esta especie fue descrita originalmente en el año 1847 por el zoólogo francés Achille Valenciennes bajo el nombre científico de Vastres agassizii.
El nombre específico agassizii rinde honor al ictiólogo suizo Louis Agassiz.
Desde el año 1868 fue considerado un sinónimo de Arapaima gigas pero en el año 2013 fue rehabilitada su condición específica fruto de los resultados de un estudio efectuado por el ictiólogo Stewart. Si bien el único ejemplar conocido (el holotipo) fue destruido durante un bombardeo en la Segunda Guerra Mundial, la especie puede reconocerse sobre la base de la descripción original, que incluía ilustraciones osteológicamente detalladas.
Arapaima agassizii se caracteriza, entre otros detalles, por tener extremadamente largo el cuarto infraorbitario, y por tener el cuerpo delgado. Se separa de  A. leptosoma por no tener relativamente ancho el pedúnculo caudal (4 % del largo total contra el 6 % en esa especie), y por tener 43 dientes en el maxilar (frente a 28 en A. leptosoma).

## Distribución y conservación
De esta especie sólo se conoce su ejemplar holotípico, que fue capturado en una fecha entre 1817 y 1820 en algún lugar no identificado de las tierras bajas de la Amazonía brasileña. Se considera de suma importancia detectar nuevos ejemplares para determinar su distribución y estado de conservación.